# Entenwale
Die Entenwale (Hyperoodon) sind eine Gattung der Schnabelwale. Man unterscheidet zwei Arten, den Nördlichen Entenwal (Hyperoodon ampullatus) und den Südlichen Entenwal (H. planifrons). Da die nördliche Art auch in europäischen Gewässern lebt, ist sie im Gegensatz zu den anderen Schnabelwalen relativ gut bekannt.
Die Arten sind einander sehr ähnlich und wären kaum zu unterscheiden, würden sie nicht in verschiedenen Verbreitungsgebieten leben. Sie sind 6 bis 8 m, ausnahmsweise auch über 9 m groß. Männchen sind generell größer als Weibchen. Die Färbung verändert sich mit dem Alter. Neugeborene Entenwale sind braun, heranwachsende Tiere erscheinen gelbbraun, und alte Entenwale sind weißlichgrau.
Wie alle Schnabelwale leben Entenwale auf dem offenen Meer und meiden die Nähe der Küsten. Sie bevorzugen kaltes Wasser und kommen im Sommer auch in Treibeisregionen vor. Tauchtiefen betragen mindestens 1000 m, wahrscheinlich sogar erheblich mehr. Regelmäßig bleiben Entenwale über dreißig Minuten unter Wasser. In einem Fall wurden zwei Stunden Tauchzeit gestoppt, was einen Rekord unter den Walen darstellt. In den großen Tiefen sucht der Entenwal nach seiner Nahrung, die zum Großteil aus Tintenfischen und zu einem kleineren Anteil aus Fischen und Seesternen besteht.
Der wissenschaftliche Gattungsname ist aus den altgriechischen Worten hyper (über) und odous (Zahn) zusammengesetzt. Er bezieht sich auf eine anfänglich irrtümliche Deutung eines Knochenvorsprungs im Oberkiefer als Zahn.

## Belege
1. ↑  Conder & Strahan (Hrsg.): Dictionary of Australian and New Guinean Mammals. CSIRO PUBLISHING, 2007, ISBN 978-0-643-10006-0, S. 60 (Hyperoodon).